# Dinklageella
Dinklageella é um género botânico pertencente à família das orquídeas (Orchidaceae).

## Lista de espécies
- Dinklageella liberica Mansf. 1934
- Dinklageella minor Summerh. 1960
- Dinklageella scandens Stévart & P.J.Cribb 2004
- Dinklageella villiersii Szlach. & Olszewski 2001